# Jeffrey Wright
Jeffrey Wright (Washington DC, 7 de desembre de 1965) és un actor i productor de cinema i de televisió estatunidenc. Va guanyar un Globus d'Or i un Emmy al millor actor secundari. Va fer-se famós per les seves aparicions en pel·lícules i en sèries de televisió com Angels in America (2003), The Manchurian Candidate (2004), Casino Royale (2006) o Quantum of Solace (2008). Actualment és un dels protagonistes de la sèrie d'HBO Westworld, on fa de Bernard Lowe.

## Biografia
La seva mare treballava com advocada de duanes. Va graduar-se al St. Albans School i anà a l'Amherst College, on va aconseguir una llicenciatura en ciències polítiques i des d'on va planificar entrar a la Facultat de Dret, tot i que finalment va estudiar interpretació. Va rebre una beca i va estudiar interpretació a la Universitat de Nova York, encara que només va estar-hi estudiant durant dos mesos, ja que va deixar el curs per treballar com a actor a jornada sencera. Va casar-se amb l'actriu Carmen Ejogo l'agost del 2000, amb qui va tenir un fill, Elijah.

## Carrera professional
Wright va debutar en el cinema amb el thriller Presumpte innocent el 1990 protagonitzat per Harrison Ford, on va tenir un paper molt breu. Poc després va participar en la sèrie de televisió The Young Indiana Jones Chronicles (1992) i en diversos episodis de New York Undercover (1994). Més endavant va obtenir papers de més rellevància en pel·lícules com Shaft (2000) amb Samuel L. Jackson, Alí (2001) amb Will Smith o a D-Tox (2002) amb Sylvester Stallone. El 2003 guanyà el Globus d'Or i l'Emmy al millor actor secundari, i va ser candidat al Premi del Sindicat d'Actors per la minisèrie Angels in America (2003), on va formar part del repartiment juntament amb Meryl Streep, Al Pacino i Emma Thompson.
A partir d'això va intervenir a The Manchurian Candidate (2004) amb Denzel Washington. L'any següent va aparèixer al drama Broken Flowers (2005) i a Syriana amb George Clooney. A continuació va formar part del repartiment de Lady in the Water (2006) de M. Night Shyamalan i al remake The Invasion (2007). Va treballar a les dues pel·lícules de James Bond interpretades per Daniel Craig, Casino Royale (2006) i Quantum of Solace (2008). El 2008 treballà en la pel·lícula d'Oliver Stone W. i al musical Cadillac Records. El 2011 va estrenar tres produccions, el thriller de ciència-ficció Source Code i el thriller dirigit per George Clooney The Ides of March. El 25 de desembre va estrenar-se als Estats Units el drama Tan fort i tan a prop, dirigit per Stephen Daldry i on va formar part d'un repartiment encapçalat per Sandra Bullock i Tom Hanks.
Des de 2016 forma part de la sèrie d'HBO Westworld. A la sèrie de ciència-ficció, Wright fa el paper de Bernard Lowe, cap de la Divisió de Programació de Westworld i programador de programari de persones artificials, i també el d'Arnold Weber, cofundador de Westworld.

## Filmografia
- 1990: Presumpte innocent (Presumed Innocent)
- 1993: The Young Indiana Jones Chronicles (sèrie de televisió)
- 1994: New York Undercover (sèrie de televisió)
- 1996: Basquiat
- 1997: En estat crític (Critical Care)
- 1999: Cavalca amb el diable (Ride with the Devil)
- 2000: Hamlet
- 2000: Shaft: El retorn (Shaft)
- 2001: Alí
- 2002: D-Tox
- 2003: Angels in America (sèrie de televisió)
- 2004: The Manchurian Candidate
- 2005: Broken Flowers
- 2005: Syriana
- 2005: Lackawanna Blues (sèrie de televisió)
- 2006: Lady in the Water
- 2006: Casino Royale
- 2007: The Invasion
- 2007: American Experiencie (sèrie de televisió)
- 2008: W.
- 2008: Quantum of Solace
- 2008: Cadillac Records
- 2011: Source Code
- 2011: The Ides of March
- 2011: Tan fort i tan a prop
- 2012: House (sèrie de televisió)
- 2013: A Single Shot
- 2013: Broken City
- 2013: The Hunger Games: Catching Fire
- 2013: The Inevitable Defeat of Mister and Pete
- 2013-14: Boardwalk Empire (sèrie de televisió)
- 2014: Ernst & Celestine
- 2014: Only Lovers Left Alive
- 2014: The Hunger Games: Mockingjoy (1a part)
- 2015: The Hunger Games: Mockingjoy (2a part)
- 2015: The Good Dinosaur
- 2016: Confirmation (telefilm)
- 2016: BoJack Horseman (sèrie de televisió)
- 2016-...: Westworld (sèrie de televisió)
- 2018: Monster
- 2019: The Laundromat, com a Malchus Irvin Boncamper
- 2020: The French Dispatch: Roebuck Wright[1]

## Premis i nominacions
Premis
- 1994: Tony al millor actor de repartiment per Angels in America: Perestroika
- 2004: Globus d'Or al millor actor secundari de sèrie, minisèrie o telefilm per Angels in America
- 2004: Primetime Emmy al millor actor secundari de minisèrie o telefilm per Angels in America